# The hjärta & smärta EP
The hjärta & smärta EP (De Hart- en Smart-ep) is een ep van Zweedse rockband Kent uit 2005. Hij bevat vijf geheel nieuwe nummers en één ervan bevat kinderkoorzang ("Dom som försvann"). Hoewel de ep tot drie weken voor de release geheimgehouden werd, lekten er toch geruchten uit.

## Nummers
1. Vi mot världen
2. Dom som försvann
3. Ansgard & Evelyne
4. Flen/Paris
5. Månadens erbjudande